# Instituto do Emprego e Formação Profissional (Portugal)
O Instituto do Emprego e Formação Profissional, I. P. (IEFP, I. P. ou simplesmente IEFP) é um organismo do Estado Português, que atua em todo o território continental e tem como missão combater o desemprego através de políticas ativas de emprego, de que se destaca a formação profissional, os estágios profissionais, os contratos de emprego-inserção e outras medidas de apoio ao empreendedorismo e à criação do próprio emprego.

## Caraterização e objectivos
O IEFP tem sede em Lisboa e cinco delegações regionais distribuídas pelo país. Na sua dependência estão 82 centros de emprego, 32 centros de formação profissional de gestão direta e 29 centros de formação profissional de gestão participada. Possui autonomia administrativa e financeira, sendo atualmente tutelado pelo Ministério do Trabalho, Solidariedade e Segurança Social. Além de gerir a oferta de emprego, constituindo um elo entre trabalhadores e entidades empregadoras, também promove e disponibiliza formação profissional.

## História
Na sequência de um inquérito realizado em 1931 que determinou que existiam 41 000 desempregados no país, através do Decreto n.º 21 699 de 19 de dezembro de 1932, foram criados o Comissariado de Desemprego e o Fundo de Desemprego na dependência do Ministério das Obras Públicas e Comunicações. Tanto o Comissariado como o Fundo de Desemprego viriam a passar para a tutela do Ministério das Corporações e Previdência Social.
Em 1962, no Ministério das Corporações e Previdência Social, são criados Fundo de Desenvolvimento da Mão de Obra (FMDO) através do Decreto-Lei n.º 44 506 de 10 de agosto e o Instituto de Formação Profissional Acelerada (IFPA) - na dependência da Direção-Geral do Trabalho e Corporações - através do Decreto-Lei n.º44 538 de 23 de agosto. Na dependência do IFPA, em 1964, é criado o primeiro centro de formação profissional acelarada, em Xabregas. Em janeiro de 1965 é criado o Centro Nacional de Formação de Monitores na dependência do FDMO em colaboração com o IFPA.
Através do Decreto n.º 46 731 de 9 de dezembro de 1965 é criado o Serviço Nacional de Emprego (SNE) na dependência da Direção-Geral do Trabalho e Corporações.
Em 1974, é criado o Ministério do Trabalho. No âmbito da Lei Orgânica deste (Decreto-Lei n.º 760/74 de 30 de dezembro de 1974) são criadas a Direção-Geral do Emprego - que substitui o SNE - e a Direção-Geral da Promoção do Emprego. Ao mesmo tempo, através do Decreto-Lei n.º 759/74 de 30 de dezembro, é extinto o Comissariado do Desemprego e criado o Gabinete de Gestão do Fundo de Desemprego (GGFD) que substituiu aquele e passa também a assegurar a gestão do Fundo de Desemprego. O CGFD virá a ser extinto através do Decreto-Lei n.º 40/86 de 4 de março, passando as suas atribuições para o Instituto de Gestão Financeira da Segurança Social.
Em 1979, através do Decreto-Lei nº 519-A2/79, de 29 de dezembro, é criado, no Ministério do Trabalho, o Instituto do Emprego e Formação Profissional, que assume as competências até aí atribuídas ao Fundo de Desenvolvimento da Mão-De-Obra, à Direção-Geral do Emprego e à Direção-Geral da Promoção do Emprego. A Lei Orgânica do IEFP é publicada em 1982, através do Decreto-Lei nº 193/82, de 20 de Maio.
Hoje em dia, o IEFP funciona sob a tutela do Ministério do Trabalho, Solidariedade e Segurança Social.

## Modalidades de formação
- Cursos de Aprendizagem
- Cursos de Educação e Formação para Jovens e adultos
- «Cursos EFA - Educação e Formação de Adultos»
- Cursos de Especialização Tecnológica
- Formações Modulares Certificadas
- Programa Portugal Acolhe - Português para Todos
- Conclusão do 12.º ano incompleto
- Reconhecimento, Validação e Certificação de Competências – RVCC[4]